# Opel Insignia A
L'Opel Insignia A est un modèle de voiture du constructeur automobile Opel. Elle fait partie de la catégorie familiale routière et a été vendue à partir de l'automne 2008. Elle a remplacé la Vectra, fabriquée jusqu'à l'été 2008. Avec le changement de modèle, la production du Signum basé sur la Vectra a également été interrompue à l'été 2008.
La Buick Regal sortie à l'automne 2009 est identique à l'Insignia. La Chevrolet Malibu et la Saab 9-5 II sont également basées sur la même plate-forme, l'Epsilon 2 de General Motors, et la Buick LaCrosse de deuxième génération, légèrement plus grande, l'Alpheon sud-coréenne ainsi que la Chevrolet Impala et la Cadillac XTS sont basées sur une variante de la plate-forme avec un empattement plus long.
Le modèle était disponible à la commande jusqu'au 18 janvier 2017 et le dernier véhicule est sorti de la chaîne de montage en avril 2017. Au total, Opel a produit 944 670 Insignia de première génération. Le modèle successeur, l'Insignia B, a été introduit le 26 juin 2017.

## Historique du modèle

### Général
L'Insignia a été présentée pour la première fois en juillet 2008 au Salon de l'automobile de Londres. Lorsque les ventes ont commencé en novembre 2008, elle est arrivée sur le marché en version berline quatre portes et berline cinq portes.
La version break a suivi en mars 2009, qui ne s'appelle désormais plus Caravan, comme c'était le cas pour les modèles Opel précédents, mais plutôt Sports Tourer. Il a été présenté en octobre 2008 au Mondial de l'Automobile de Paris. Pour marquer le dixième anniversaire d'Opel Performance Center, OPC, l'Insignia OPC a été présentée à Barcelone en mai 2009. Elle était dotée d'un essieu avant HiPerStrut (High Performance Strut) nouvellement développé et d'un moteur V6 de 239 kW (325 ch),.
Selon le patron du marketing, Alain Visser, le design du nouveau modèle s'inspire étroitement de celui de l'étude GTC. Afin de montrer une certaine indépendance au sein de la gamme Opel, le montant C du break fait référence au soi-disant pli Hofmeister.
L'Insignia est légèrement plus grande que la dernière Vectra, le prix a été légèrement augmenté.
Lors de son lancement sur le marché en novembre 2008, les prix catalogue variaient entre 22 700 euros (1.6) et 41 575 euros (Cosmo 4×4 V6 Turbo 2.8 Automatic) pour les variantes de modèle avec l'équipement de base respectif, le prix catalogue du Sports Tourer avec l'équipement complet était de 55 075 euros.
Visuellement, les berlines sont quasiment identiques. La différence réside dans la fixation du coffre : sur la berline cinq portes, il est fixé sur le toit, sur la berline quatre portes, il est fixé sous la lunette arrière. La berline à hayon dispose également d'un essuie-glace de lunette arrière, bien que ce ne soit pas standard.

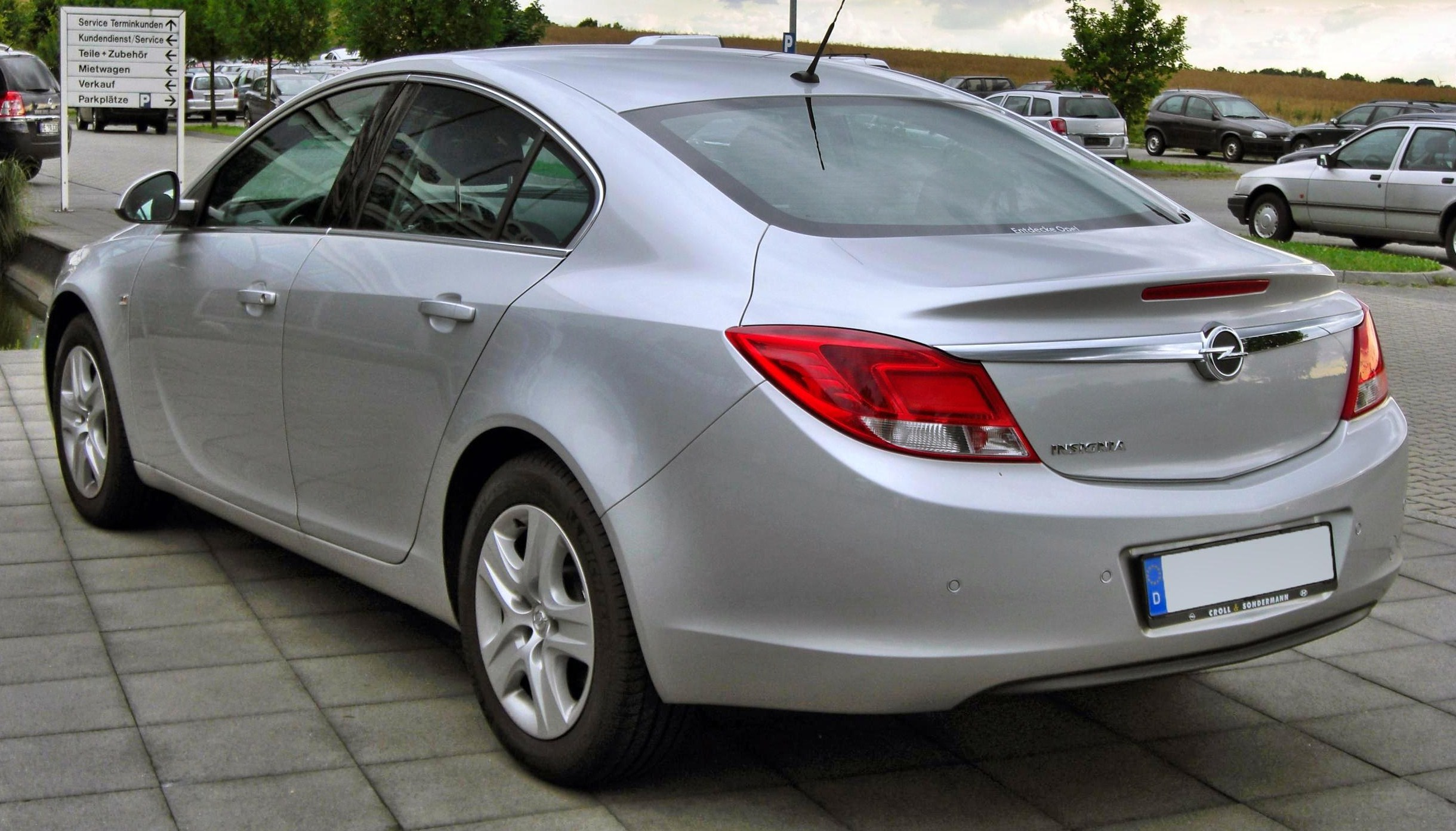
Vue arrière
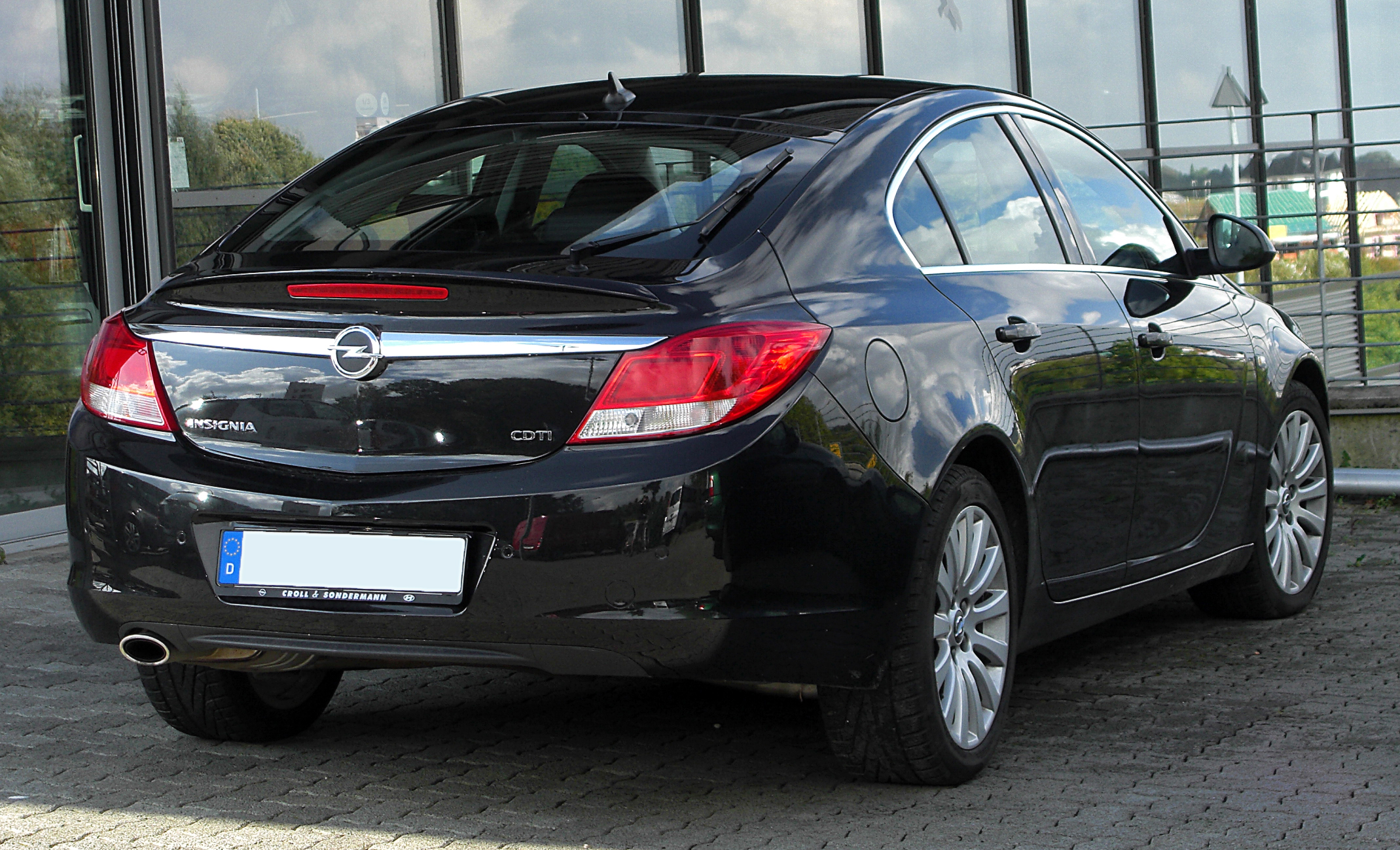
Opel Insignia cinq portes (2008–2013)
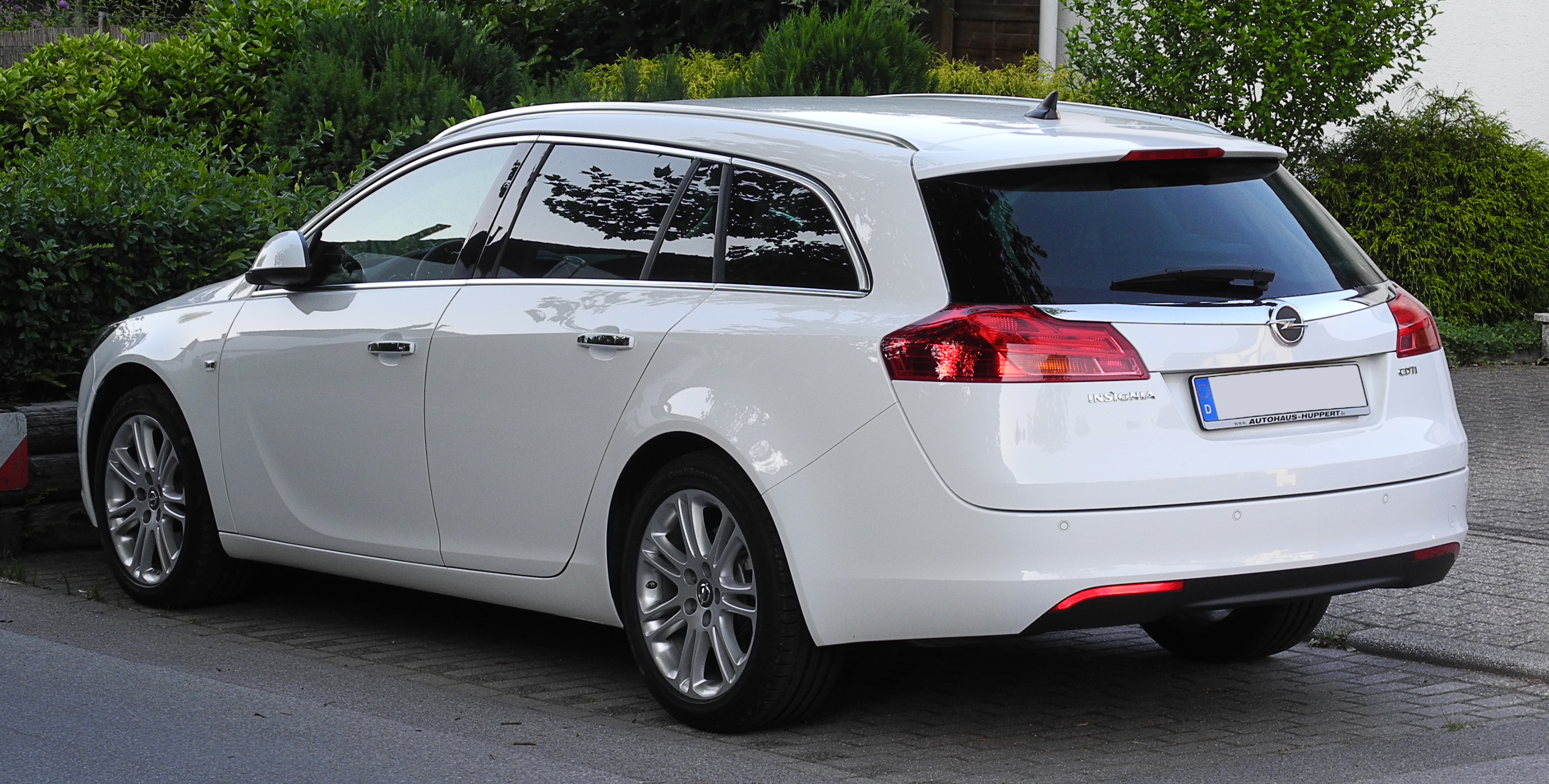
Opel Insignia Sports Tourer (2009–2013)
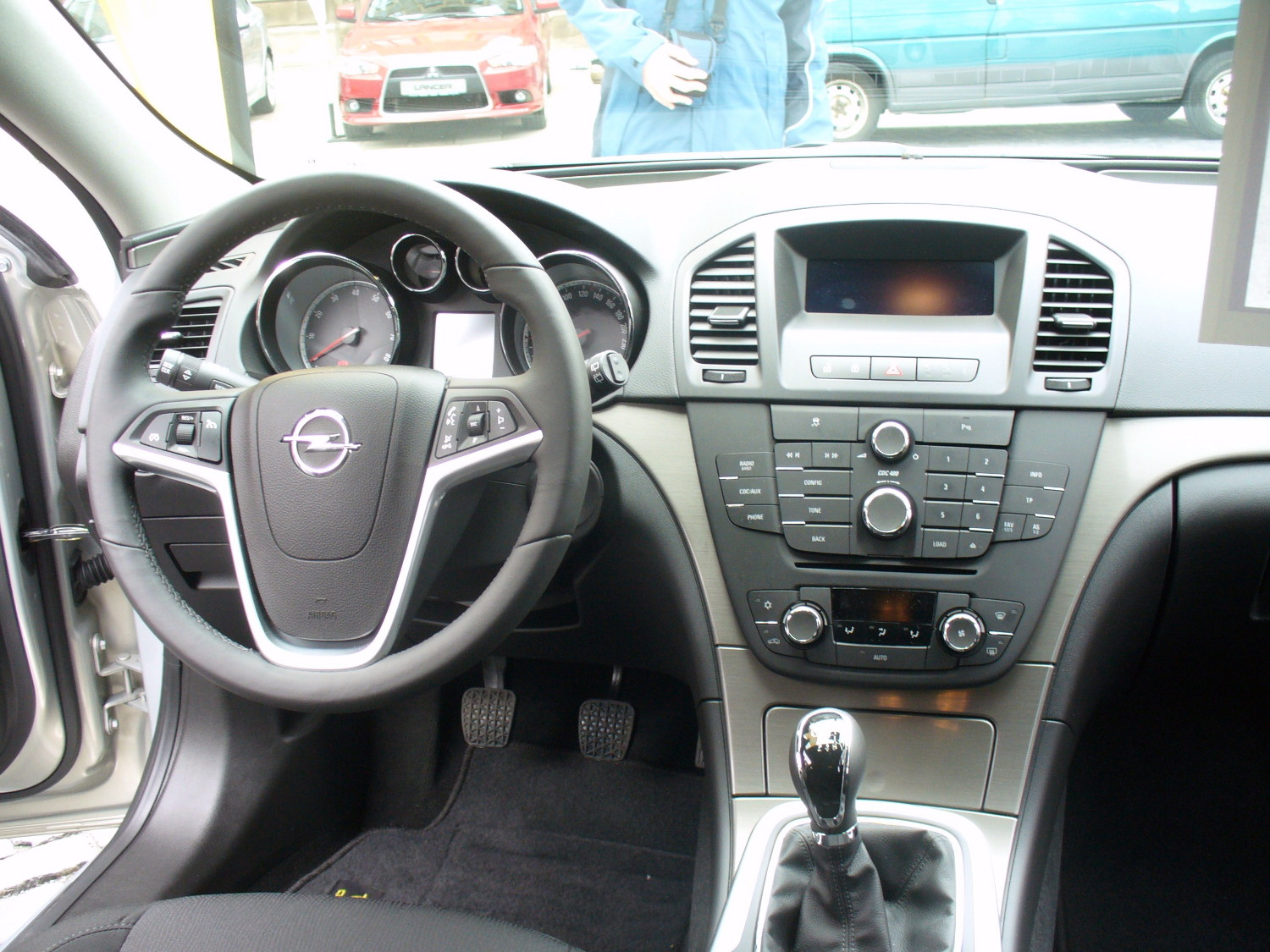
Espace intérieur
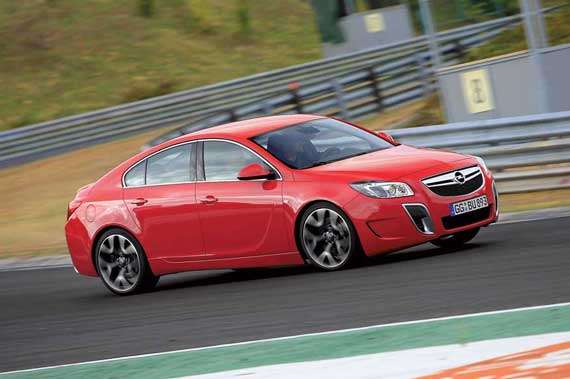
Opel Insignia OPC (2009–2013)
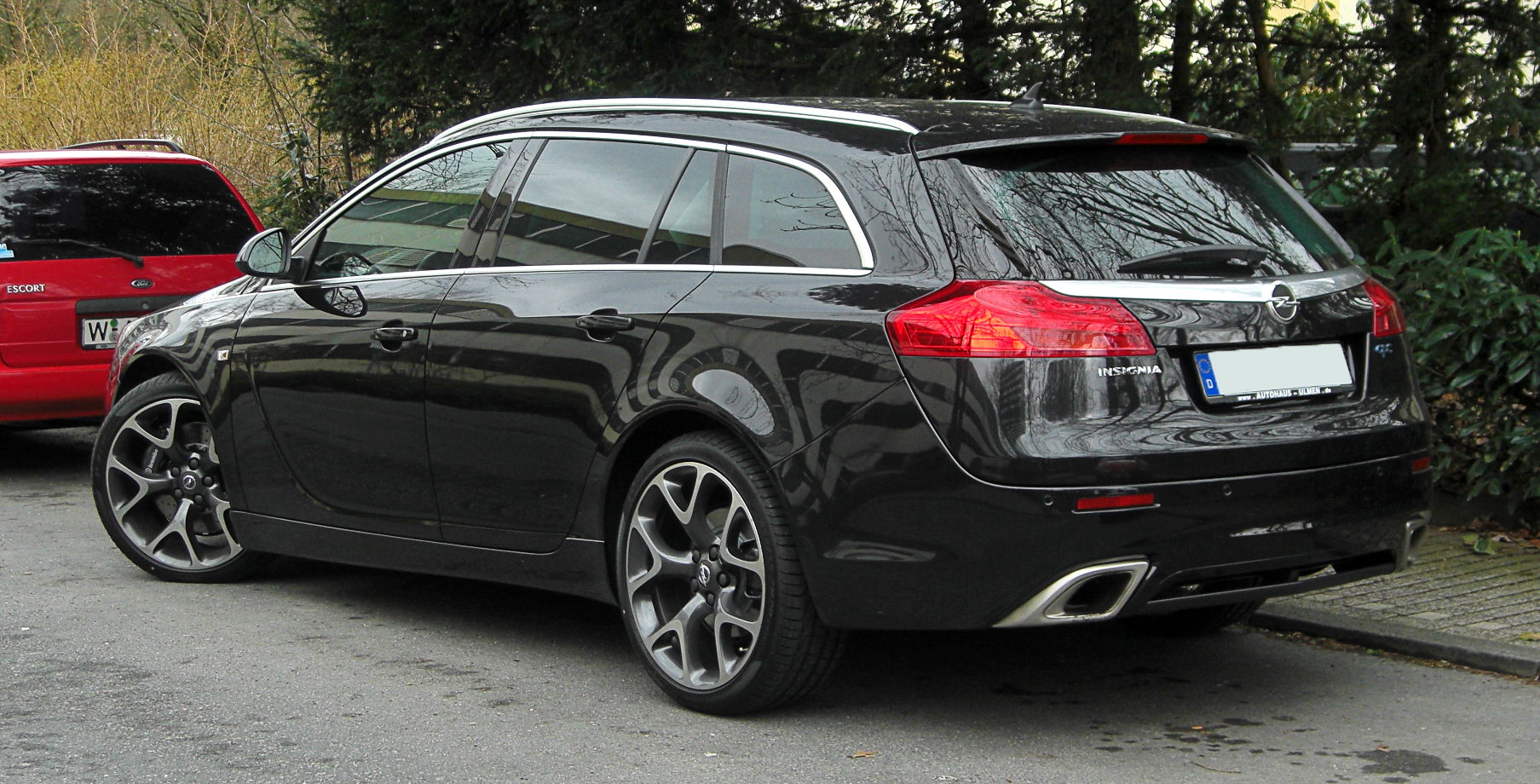
Opel Insignia OPC Sports Tourer (2009–2013)

### Lifting
En juin 2013, l'Insignia fait peau neuve. Les phares ont été modifiés et équipés de bandes LED. Les pare-chocs et les entourages des phares antibrouillard ont également été modifiés. À l'arrière, à l'instar du cabriolet Cascada, une large barre chromée qui se prolonge dans les feux arrière a été intégrée. Les feux arrière et le feu stop ont reçu de série des LED.
D'un point de vue technique, des changements ont également eu lieu : quelques nouveaux moteurs ont été utilisés, dont deux nouveaux moteurs essence à injection directe avec turbocompresseurs, qui délivrent 125 kW (170 ch) pour une cylindrée de 1,6 litre et 184 kW (250 ch) en tant que SIDI de 2,0 litres. La puissance des deux plus petits moteurs diesel a été augmentée de 10 ch chacun (de 110 à 120 et de 130 à 140 ch) et la consommation a été réduite. Le plus gros moteur diesel était un nouveau CDTI de 2,0 l et 143 kW (195 ch). Tarifs à partir de 24 325 € (au 10 juin 2013). Outre le châssis, l'intérieur a également été entièrement revu. Le système d'exploitation, souvent critiqué dans la presse spécialisée, a été entièrement remplacé, il a été doté d'un écran plus grand et de meilleure résolution et le nombre de commutateurs a été considérablement réduit. Il y avait également une nouvelle unité de commande pour la climatisation, un nouveau volant et, en option, une unité de compteur de vitesse semi-numérique, où diverses informations pouvaient être affichées à volonté sur l'écran central. Cette fonctionnalité n’était pas disponible auparavant dans la catégorie familiale routière.
L'Insignia modernisée a été mise en vente fin septembre 2013 après sa présentation au Salon de l'Automobile de Francfort. Le premier véhicule modifié destiné à la vente est sorti des chaînes de production de l'usine principale de Rüsselsheim le 22 août 2013.

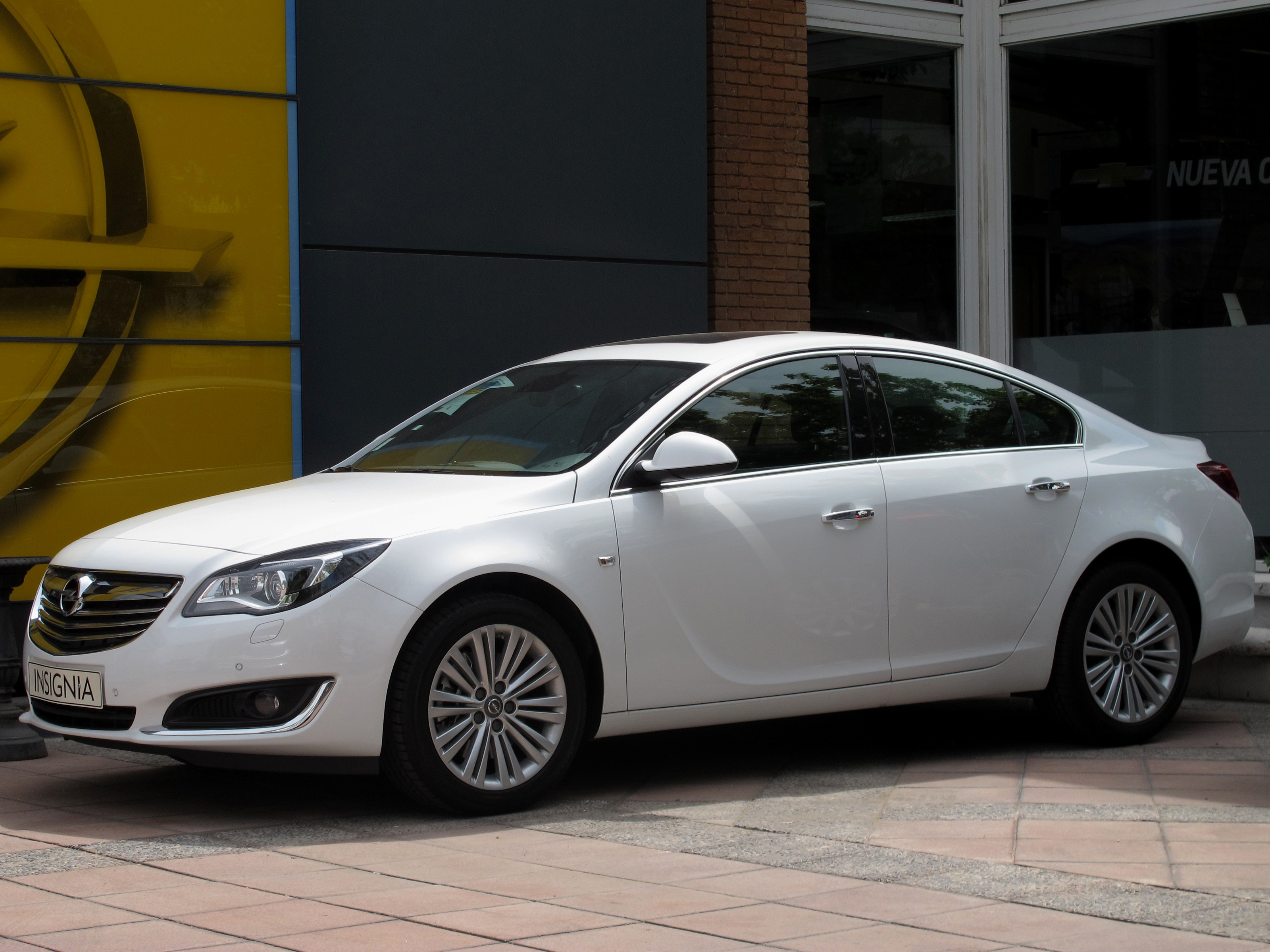
Opel Insignia quatre portes (2013–2017)
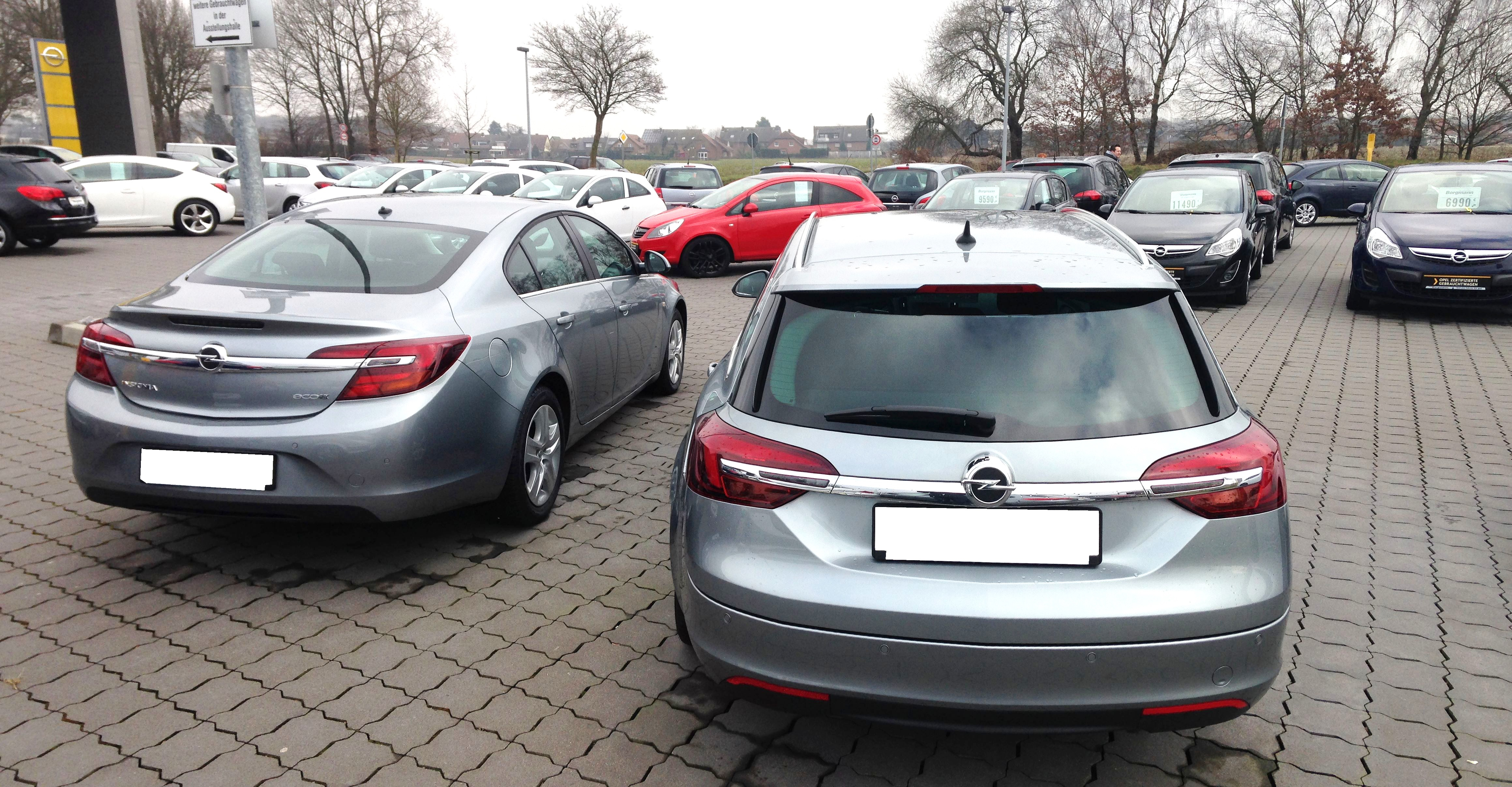
Insignia en version quatre portes et Sports Tourer
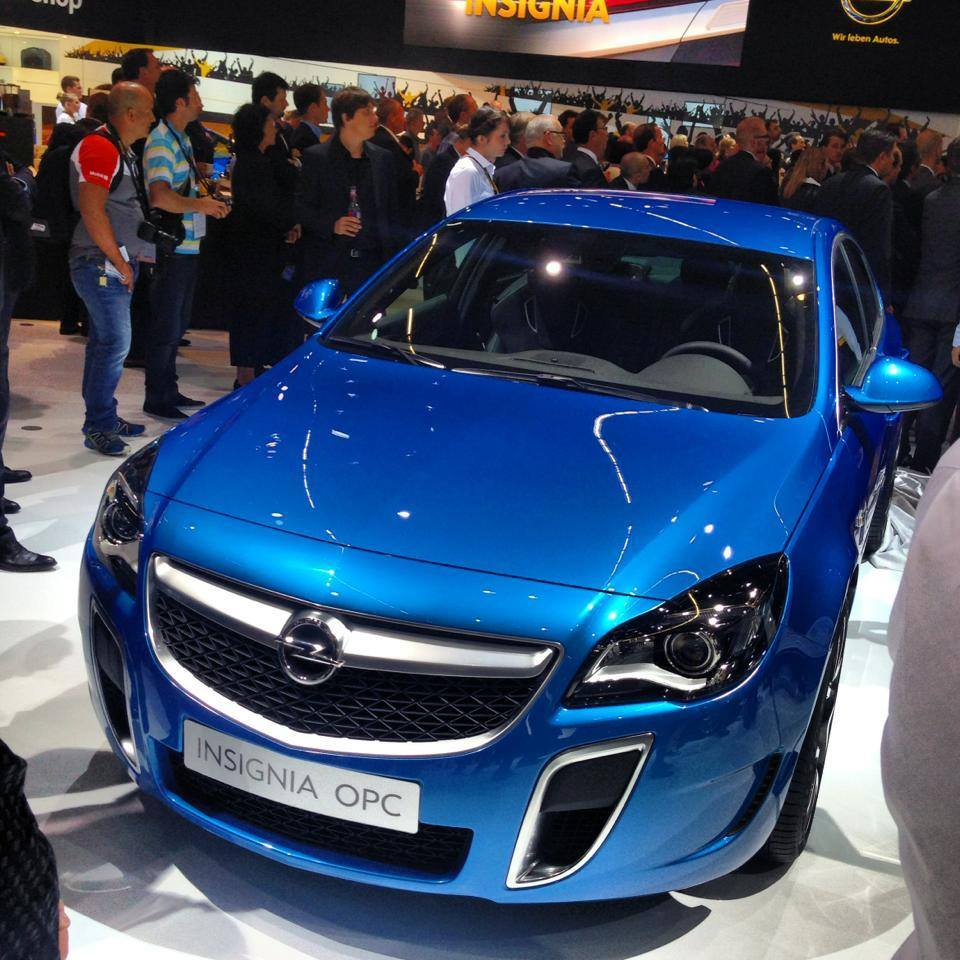
Opel Insignia OPC (2013–2017)

### Country Tourer
Vers la fin de l'année 2013, une version relevée est sortie pour compléter la gamme break, vendue sous le nom d'Insignia Country Tourer.
Le véhicule offre une garde au sol accrue, un revêtement tout-terrain tout autour, une protection anti-encastrement à l'avant et à l'arrière et des ailes élargies. Le moteur était protégé contre les dommages par le bas par une protection anti-encastrement en tôle d'aluminium.
L'Insignia Country Tourer était disponible avec deux moteurs essence (1,6 l de 125 kW/170 ch et 2,0 l de 184 kW/250 ch) et deux moteurs diesel (CDTI de 2,0 l et 120 kW/163 ch [125 kW/170 ch à partir de janvier 2015] ou 143 kW/195 ch). La transmission intégrale était une option d'équipement supplémentaire pour le modèle à moteurs diesel.

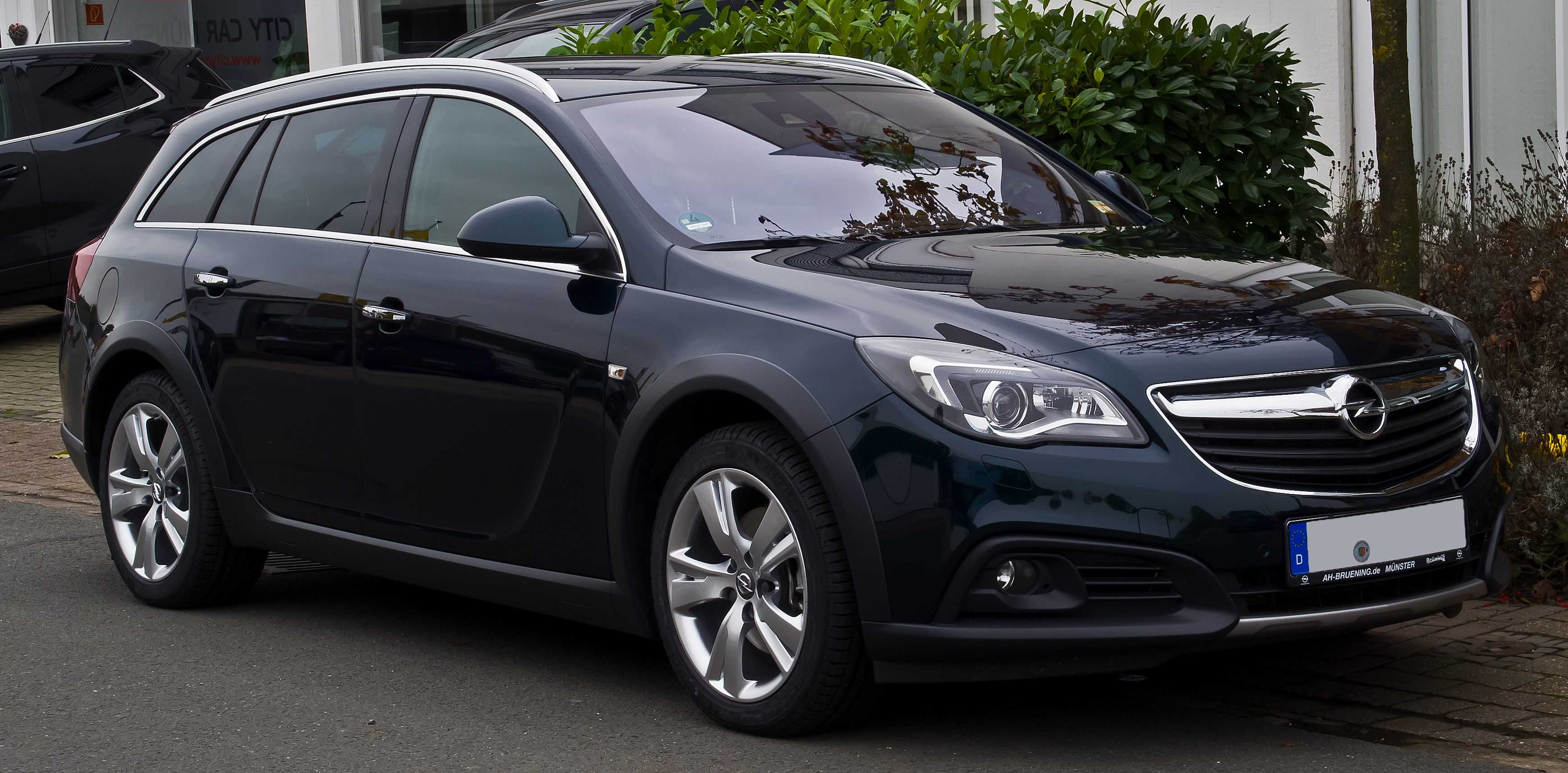
Opel Insignia Country Tourer (2013–2017)
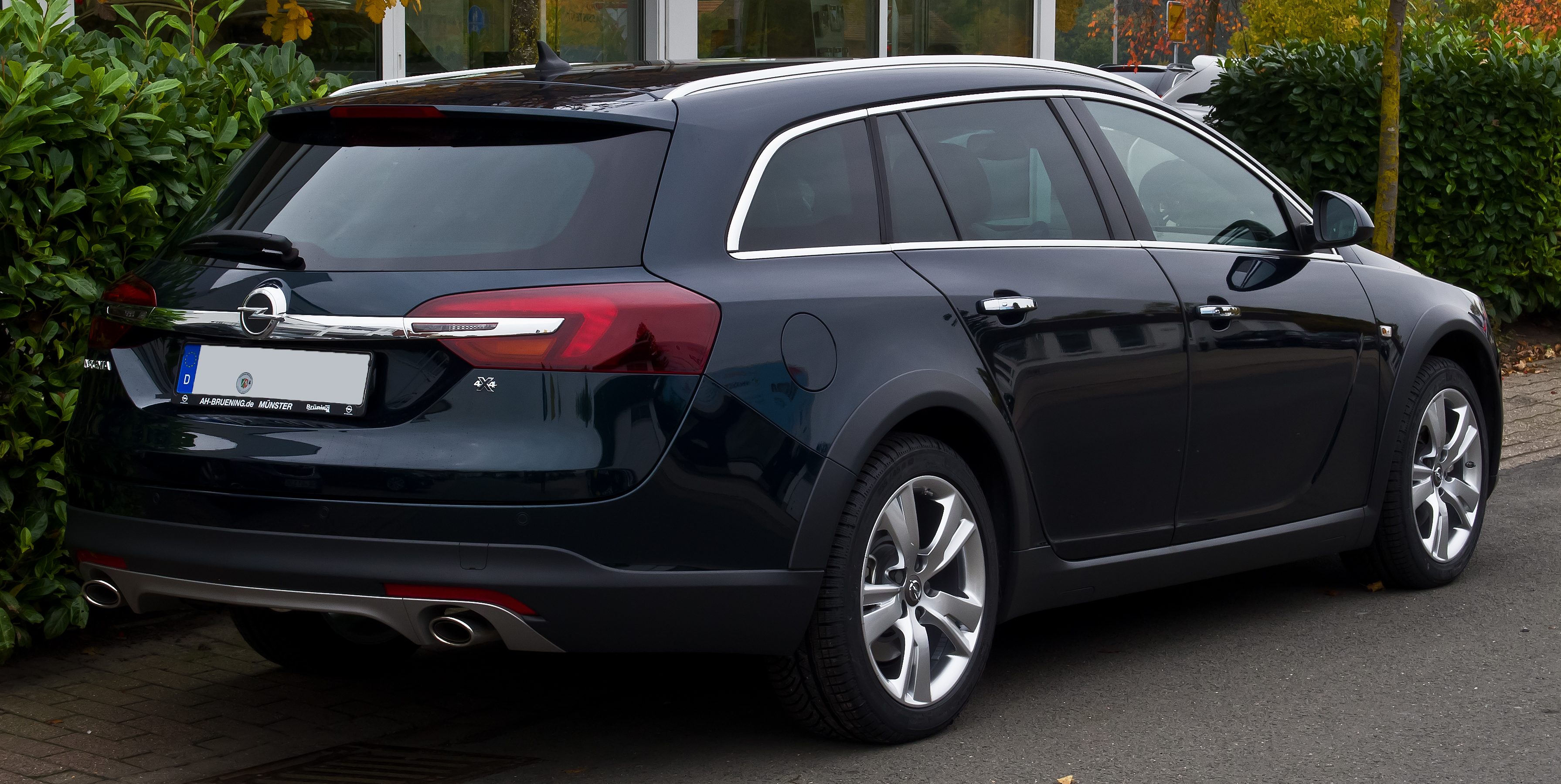
Vue arrière

## Particularités de l'équipement
L'Insignia a été le premier véhicule de la gamme Opel à recevoir un système de phares amélioré (appelé AFL+), qui remplace l'AFL précédemment installé dans la Vectra (bi-xénon avec éclairage de virage dynamique, éclairage de virage statique via son propre phare à réflecteur halogène avec un angle d'éclairage de 90° et feux d'autoroute), de plus, des paramètres spéciaux peuvent être utilisés pour des styles de conduite spécifiques (feux de mauvais temps avec contrôle de luminance différent pour éviter l'auto-éblouissement, feux de position à basse vitesse, feux automatiques avec assistant de feux de route, etc.). Les blocs optiques ont également reçu des feux de jour utilisant la technologie LED.
Une autre innovation dans cette catégorie était la caméra frontale disponible en option. Le dénommé «Opel Eye» contient un système d'alerte de franchissement involontaire de ligne et une reconnaissance des panneaux de signalisation, certains panneaux de signalisation (limites de vitesse, panneaux d'interdiction) sont reconnus et affichés à l’écran. Le système a été développé par Opel en collaboration avec Hella. L'assistant de maintien dans la voie avertit si l'on quitte sa voie par inadvertance.
La transmission intégrale adaptative avec embrayage Haldex s'active automatiquement au démarrage du véhicule, pour améliorer la transmission de puissance et la direction, lorsque la traction n'est plus nécessaire sur l'essieu arrière et pour réduire la consommation, 90 % du couple va sur le train avant. Le châssis, qu'Opel appelle Flex Ride Premium, peut être réglé en modes Normal, Tour et Sport. L'éclairage de l'instrumentation est blanc et passe au rouge lorsque le mode Sport est activé.
Pour la première fois dans une Opel, il y avait également des airbags latéraux pour les sièges arrière, une ventilation des sièges était disponible pour les sièges avant.

## Récompenses
L'Opel Insignia a reçu le titre de «Voiture de l'année 2009» le 17 février 2009. Elle a reçu la première place dans la catégorie berline lors de la cérémonie de remise des prix «Gelber Engel 2009» de l'ADAC et elle a reçu le prix «Guter Rat 2009». Le prix de la Voiture de l'année a été décerné par un jury d'experts, les deux autres prix par le public. Elle a également reçu le «Red Dot Design Award» pour son design exceptionnel. L'Insignia a également reçu le «Auto Bild Design Award 2009» dans la catégorie berline et break. Elle a également reçu le «Internet Auto Award 2009» d'AutoScout24, qui est le plus grand «prix du public en ligne pour l'industrie automobile en Europe». En outre, le break hautes performances Opel Insignia OPC Sports Tourer remporte deux fois consécutive dans la catégorie break le prix de « Voiture de sport de l'année » en 2009 et en 2010 d'« Auto Bild sportscars », publication sœur du magazine spécialisé Auto Bild.

## Position sur le marché/ventes
Sa prédécesseur, l'Opel Vectra C, s'est vendue relativement mal et occupait la sixième place de sa catégorie sur le marché allemand, loin derrière la Volkswagen Passat, la Mercedes-Benz Classe C, l'Audi A4, la BMW Série 3 et la Škoda Octavia, avec une part de marché de 3,6 % par moments. Après avoir parfois spéculé sur le fait que la Vectra serait abandonnée sans être remplacée, l'Insignia était considérée comme le grand espoir d'Opel d'augmenter à nouveau ses chiffres de vente lors de son introduction.
Au cours de la première année complète de vente, 2009, environ 36 300 Opel Insignia ont été nouvellement immatriculées en Allemagne, environ 28 200 en 2010 et environ 26 700 en 2011. Ces chiffres sont environ 8 000 véhicules inférieurs à ceux des deux premières années de la Vectra C. En 2010, la part de marché était d'environ 7 % dans sa catégorie, elle reste donc inférieure à la part de marché globale de la marque, qui s'élève à près de 8 %. L'écart avec les cinq concurrents mentionnés ci-dessus s'est tellement creusé qu'à l'exception de la Škoda, ils en ont vendu environ deux fois plus en 2010. Compte tenu des chiffres de vente de 2009 à 2015, l'Insignia a pu laisser derrière elle ses concurrentes directes telles que la Ford Mondeo et la Škoda Superb. En 2016, pour la première fois, plus de Škoda Superb (24 145) ont été immatriculées en Allemagne que d'Insignia (19 658) et de Mondeo (17 861).
Le 26 avril 2012, 500 000 unités ont été produites. 40 % de toutes les Insignia fabriquées jusqu’alors étaient des Sports Tourer, et 40 % supplémentaires étaient des modèles à hayon. La part de la berline tricorps est d'environ 20 %.
En Allemagne, la première année complète de ventes de l'Insignia, 2009, a été l'année la plus réussie du modèle avec 36 347 véhicules nouvellement immatriculés. Cela correspondait à une part de marché de 7,6 % dans la catégorie familiale routière. Avec l'Insignia, Opel a enregistré le chiffre le plus bas en 2013. Cette année-là, le nombre de nouvelles immatriculations de l'Insignia est tombé à 16 979 véhicules, ce qui correspond à une part de marché de 4,6 %. En Allemagne, l'Insignia était en grande partie enregistrée en tant que modèle diesel et destinée aux propriétaires commerciaux. Les ventes à l'échelle allemande se répartissent comme suit :
| Jahr | Gesamtzulassungen | Marktanteil, Mittelklasse | Motorisierung | Motorisierung | Antriebsart | Antriebsart | Zulassungsart | Zulassungsart | Bemerkung                                                                                     |
| Jahr | Gesamtzulassungen | Marktanteil, Mittelklasse | Otto          | Diesel        | Front       | Allrad      | Privat        | Gewerblich    | Bemerkung                                                                                     |
| ---- | ----------------- | ------------------------- | ------------- | ------------- | ----------- | ----------- | ------------- | ------------- | --------------------------------------------------------------------------------------------- |
| 2008 | 3.336             | 0,6 %                     | 53,4 %        | 46,6 %        | 74,1 %      | 25,9 %      | 12,9 %        | 87,1 %        | Markteinführung der Stufen- sowie Schräghecklimousine am 22. November                         |
| 2009 | 36.347            | 7,6 %                     | 41,2 %        | 58,8 %        | 93,0 %      | 7,0 %       | 35,2 %        | 64,8 %        | Markteinführung des Sports Tourer im März                                                     |
| 2010 | 28.208            | 6,8 %                     | 23,4 %        | 76,6 %        | 92,4 %      | 7,6 %       | 22,1 %        | 77,9 %        |                                                                                               |
| 2011 | 26.713            | 5,7 %                     | 19,0 %        | 81,0 %        | 85,7 %      | 14,3 %      | 15,9 %        | 84,1 %        |                                                                                               |
| 2012 | 20.910            | 4,9 %                     | 17,6 %        | 82,4 %        | 83,7 %      | 16,3 %      | 14,0 %        | 86,0 %        |                                                                                               |
| 2013 | 16.979            | 4,6 %                     | 12,8 %        | 87,2 %        | 86,0 %      | 14,0 %      | 11,1 %        | 88,9 %        | Markteinführung der Modellpflege am 21. Juni, Markteinführung des Country Tourer im September |
| 2014 | 22.364            | 5,9 %                     | 16,2 %        | 83,8 %        | 84,9 %      | 15,1 %      | 14,1 %        | 85,9 %        |                                                                                               |
| 2015 | 20.325            | 4,8 %                     | 15,9 %        | 84,1 %        | 87,9 %      | 12,1 %      | 10,7 %        | 89,3 %        |                                                                                               |
| 2016 | 19.658            | 4,6 %                     | 13,8 %        | 86,2 %        | 90,2 %      | 9,8 %       | 8,1 %         | 91,9 %        |                                                                                               |